# Klitispa
Klitispa is een geslacht van kevers uit de familie bladkevers (Chrysomelidae).
De wetenschappelijke naam van het geslacht werd in 1940 gepubliceerd door Uhmann.

## Soorten
- Klitispa corrugata (Spaeth, 1933)
- Klitispa mutilata (Chen & Sun, 1964)
- Klitispa nigripennis (Weise, 1905)
- Klitispa opacicollis (Gestro, 1917)
- Klitispa opacula (Spaeth, 1933)
- Klitispa rugicollis (Gestro, 1890)